# Romeu e Julieta (Prokofiev)
O balé Romeu e Julieta de Sergei Sergeyevich Prokofiev é uma composição dividida em três atos e treze cenas. Estreada no dia 11 de janeiro de 1940 no teatro Kirov, em Leningrado, baseado na tragédia homónima de William Shakespeare.
Prokofiev extraiu deste ballet três suítes orquestrais (Op. 64 bis, 64 ter e Op. 101) e uma selecção ainda mais reduzida foi adaptada para piano (Op. 75).

## Trama
Ato I
Cena 1: No mercado de Verona. Romeu, filho dos Montéquio, tenta sem sucesso declarar seu amor a Rosalina e é consolado por seus amigos Mercúcio e Benvólio. As pessoas começam a se encontrar no mercado, e uma discussão ocorre entre Teobaldo, sobrinho dos Capuleto, e Romeu e seus amigos. Os Capuleto e os Montéquio são inimigos eternos, e por isso, logo se inicia uma briga. Os Montéquio e os Capuleto lutam entre si, até que são interrompidos pela chegada do Príncipe de Verona, que tenta dar fim à hostilidade existente entre as duas famílias.
Cena 2: A sala de Julieta na casa dos Capuleto. Julieta, brincando com sua ama, é interrompida por seus pais. Eles a apresentam a Paris, um rico e jovem nobre que pediu sua mão em casamento.
Cena 3: Fora da casa dos Capuleto. Os convidados chegam para o baile oferecido pela família. Romeu, Mercúrio e Benvólio se disfarçam com máscaras e decidem ir em busca de Rosalina.
Cena 4: O salão de bailes. Romeu e seus amigos chegam no clímax da festa. Os convidados vêem Julieta dançando; Mercúrio, vendo que Romeu está hipnotizado por ela, decide distrair sua atenção. Teobaldo reconhece Romeu e ordena que deixe o salão, mas um Capuleto intervém e o acolhe como convidado em sua casa.
Cena 5: Fora da casa dos Capuleto. Enquanto os convidados deixam o salão, o Capuleto reprime Teobaldo por perseguir Romeu.
Cena 6: O balcão de Julieta. Sem conseguir dormir, Julieta fica em seu balcão pensando em Romeu, quando ele de repente aparece no jardim. Eles então confessam o amor que sentem um pelo outro.
Ato II
Cena 1: O mercado de Verona. Romeu só consegue pensar em Julieta e, vendo um cortejo de casamento passar, ele sonha no dia em que vai desposá-la. Enquanto isso, a ama de Julieta se espreme no meio da multidão para entregar uma carta para Romeu. Ele lê e recebe o "sim" de Julieta para o casamento.
Cena 2: A capela. Os amantes se casam secretamente com Frei Lourenço, que espera que assim se acabe a intriga entre os Motéquio e os Capuleto.
Cena 3: O mercado de Verona. Interrompendo a farra, Teobaldo luta com Mercúrio e o mata. Romeu vinga-se da morte de seu amigo e é exilado.
Ato III
Cena 1: O quarto. Na aurora de um novo dia, a agitação na casa dos Capuleto é muita, e Romeu deve ir embora. Ele abraça Julieta e parte no momento em que os pais de Julieta aparecem com Paris. Julieta recusa-se a casar com ele, e, magoado com sua recusa, ele a deixa. Os pais de Julieta se aborrecem e ameaçam deserdar a filha. Julieta vai ao encontro de Frei Lourenço.
Cena 2: A capela. Julieta cai nos pés do frei e implora por sua ajuda. Ele lhe dá um frasco com uma poção que a fará dormir, de maneira que todos pensem que é morta. Seus pais, acreditando estar ela realmente moribunda, irão enterrá-la no mausoléu da família. Enquanto isso Romeu, avisado pelo Frei Lourenço, irá voltar à noite para buscá-la e juntos fugirem de Verona.
Cena 3: O quarto. Esta noite, Julieta aceita que Paris a despose, mas na manhã seguinte, quando seus pais chegam com Paris, percebem que ela está morta.
Cena 4: . O mausoléu dos Capuleto. Romeu, não avisado pela mensagem do Frei, volta à Verona atordoado com a notícia da morte de sua amada. Disfarçado como um monge, ele entra no mausoléu e, vendo Paris sobre o corpo de Julieta, o mata. Acreditando que ela está morta, Romeu se envenena. Julieta acorda, e vendo seu Romeu sem vida, se suicida também com um punhal, pois não pode viver sem seu grande amor.